# Saint Paterne - Le Chevain
Saint Paterne - Le Chevain é uma comuna francesa na região administrativa do País do Loire, no departamento de Sarthe. Estende-se por uma área de 12.93 km². Em 2010 a comuna tinha 2 341 habitantes (densidade: 181,1 hab./km²).